# Odontomyia mutica
Odontomyia mutica är en tvåvingeart som beskrevs av Wulp 1885. Odontomyia mutica ingår i släktet Odontomyia och familjen vapenflugor. Inga underarter finns listade i Catalogue of Life.